# ساموئل اوکای
ساموئل اوکای (انگلیسی: Samuel Okai؛ زادهٔ ۶ ژوئن ۱۹۳۶) بازیکن فوتبال اهل غنا بود.
وی همچنین در تیم ملی فوتبال غنا بازی کرده‌است.